# Vignats
Vignats är en kommun i departementet Calvados i regionen Normandie i norra Frankrike. Kommunen ligger i kantonen Morteaux-Coulibœuf som ligger i arrondissementet Caen. År 2022 hade Vignats 285 invånare.

## Befolkningsutveckling
Antalet invånare i kommunen Vignats
Referens:INSEE